# غرايم جوزيه
غرايم جوزيه (بالإنجليزية: Graeme Jose)‏ هو دراج أسترالي، ولد في 21 نوفمبر 1951 في وايللا في أستراليا، وتوفي في 23 يونيو 1973.

## وصلات خارجية
- غرايم جوزيه على موقع أرشيف الدراجات (الإنجليزية)
- غرايم جوزيه على موقع إحصائيات الدراجات الإحترافية (الإنجليزية)
- غرايم جوزيه على موقع أوليمبيديا (الإنجليزية)
- غرايم جوزيه على موقع اللجنة الأولمبية الأسترالية (الإنجليزية)